# Жерар I де Водемон
Жерар (Герхард) I Эльзасский (фр. Gérard I d'Alsace, нем. Gerhard von Elsass; ок. 1057 — 1108) — первый граф Водемона с 1070, второй сын герцога Лотарингии Жерара I и Гедвиги Намюрской.

## Биография
После смерти отца Жерар потребовал для себя часть его земель. Чтобы получить свою долю наследства, развязал войну, опустошившую юг Лотарингии. Герцог Тьерри II отдал брату часть территории Сентуа с городом Водемон, а император Генрих IV пожаловал Жерару графский титул (1073).
С этого момента Жерар I помирился с братом и вместе с ним охранял южные границы Лотарингии от вторжения графов Монбельяра.
Возможно, Жерар I участвовал в Первом крестовом походе, потому что в документах лотарингских аббатств в период между 1097 и 1101 годами о нём нет никаких упоминаний.

## Брак и дети
Первая жена - Альберада. Сведений о её происхождении и детях нет.
Около 1080 Жерар I женился на Хайлвиге фон Эгисхейм (ум. ок. 1126), дочери Герхарда, графа Эгисхейма и Дагсбурга. Дети:
- Гуго I (ум. 1155), граф Водемона с 1108
- Ульрик, граф фон Эгисхейм (ум. 1143)
- Жизель (1090—1141) — жена Ренара III графа Туль, потом Рено де Борня, графа Бар
- Стефания (Этьенетта) (ум. не раньше 1160) — жена Ферри I, графа де Феррет
- Юдит (ум. ок. 1163) — аббатиса Ремирмона, потом Сен-Пьера (Мец).
- Хара, аббатиса в Брюксьере.